# 나탈리아 밀스
나탈리아 디델카 밀스 우루나가(스페인어: Natalia Didelka Mills Urrunaga, 1993년 3월 22일 ~ )는 파나마의 여자 축구 선수로 현재 코스타리카 프리메라 디비시온의 LD 알라후엘렌세에서 공격수로 활동하고 있다.